# Oggiona con Santo Stefano
Oggiona con Santo Stefano är en kommun i provinsen Varese i regionen Lombardiet i Italien. Kommunen hade 4 332 invånare (2018).